# Midnight Blue (альбом Кенни Баррелла)
| Оценки критиков | Оценки критиков |
| Источник        | Оценка          |
| --------------- | --------------- |
| Allmusic        | [ 2 ]           |

Midnight Blue — альбом джазового гитариста Кенни Баррелла 1963 года, в записи альбома приняли участие Стэнли Тёррентайн на тенор-саксофоне, Мейджор Холли на контрабасе, Билл Инглиш на ударных и Рэй Барретто на конгах и это один из самых известных альбомов Баррелла на лейбле Blue Note. Журнал Jazz Improv поместил альбом в список пяти самых рекомендуемых альбомов Баррелла, отметив, что «если вы хотите узнать „как звучит Blue Note“, вот оно». В 2005 году NPR включило альбом в «Basic Jazz Library», описав его как «один из величайших джаз-блюзовых альбомов всех времён». Альбом был переиздан Blue Note и французским лейблом Classic.

## Список композиций
Все композиции кроме отмеченных написаны Кенни Барреллом.
1. «Chitlins con Carne» — 5:30
2. «Mule» (Кенни Баррелл, Мейджор Холли мл.) — 6:56
3. «Soul Lament» — 2:43
4. «Midnight Blue» — 4:02
5. «Wavy Gravy» — 5:47
6. «Gee, Baby, Ain't I Good to You» (Andy Razaf, Don Redman) — 4:25
7. «Saturday Night Blues» — 6:16
8. «Kenny’s Sound» — 4:43 (Бонусный трек на CD переидании)
9. «K Twist» — 3:36 (Бонусный трек на CD переиздании)

## Участники записи

### Исполнители
- Кенни Баррелл — гитара
- Стэнли Тёррентайн — тенор-саксофон (кроме #3, 4, 6, 9)
- Мейджор Холли — бас (кроме #3)
- Билл Инглиш — ударные (кроме #3)
- Рэй Барретто — конга (кроме #3, 6)

### Производство
- Эрик Bernhardi — графический дизайн
- Боб Blumenthal — заметки к альбому
- Micaela Boland — дизайн
- Michael Cuscuna — продюсер, продюсер переиздания
- Leonard Feather — оригинальные заметки к альбому
- Gordon Jee — креативный директор
- Alfred Lion — продюсер
- Reid Miles — дизайн обложки, типография
- Rudy Van Gelder — звукоинженер, ремастеринг
- Том Vasatka — Продюсер
- Francis Wolff — фотография, cover photo